# 北斗インターチェンジ
北斗インターチェンジ（ほくとインターチェンジ、繁体字中国語: 北斗交流道）は、台湾の中山高速公路にあるインターチェンジ。彰化県埤頭郷に位置する。
員林インターチェンジと並んで、彰化県南部の重要なインターチェンジとして機能している。